# Bunclody
Bunclody (engelska: Newtownbarry, Newtonbarry, iriska: Bun Clóidi) är en ort i republiken Irland.   Den ligger i grevskapet Loch Garman och provinsen Leinster, i den östra delen av landet, 80 km söder om huvudstaden Dublin. Bunclody ligger 64 meter över havet och antalet invånare är 2 012.
Terrängen runt Bunclody är platt österut, men västerut är den kuperad.Runt Bunclody är det ganska tätbefolkat, med 72 invånare per kvadratkilometer. Närmaste större samhälle är Enniscorthy, 18,3 km söder om Bunclody. Trakten runt Bunclody består i huvudsak av gräsmarker.